# L'estate di mio fratello
L'estate di mio fratello è un film del 2005, diretto da Pietro Reggiani.

## Trama
Verona, 1970. Il novenne Sergio è figlio unico ed è molto amato dai suoi genitori, non ha amici, ma è dotato di un'immaginazione tanto fervida che gli permette di divertirsi anche da solo. Le cose per lui iniziano a cambiare quando, durante un'estate trascorsa in campagna, mamma e papà gli annunciano che ben presto avrà la compagnia di un fratellino. Sergio è sconvolto e ha paura di perdere la vita idilliaca che ha condotto finora, così inizia a fantasticare sui vari modi in cui potrebbe eliminare il piccolo in arrivo. La madre perde il bimbo che attende e Sergio viene assalito dai sensi di colpa poiché convinto che la responsabilità sia sua. Immagini ossessionanti del fratellino 'fantasma' iniziano a perseguitarlo fino a che Sergio impara ad accettarne la presenza e i due diventano inseparabili compagni di giochi per tutta la durata della vacanza. Alla fine dell'estate Sergio abbandona il suo amico immaginario che qualche anno più tardi però si rifà vivo.

## Distribuzione
- Shanghai International Film Festival 2005, Italian Focus
- Gent International Film Festival, Panorama
- Oulu Children International Film Festival, Antalya International Film Festival
- Bend International Film Festival, Port Townsend International Film Festival - Concorso
- Daytona Beach International Film Festival - Concorso
- Annapolis International Film Festival
- Rehoboth Beach International Film Festival
- Sedona International Film Festival 2006
- Tiburon International Film Festival
- Stockholm Junior International Film Festival
- NatFilmFest Copenaghen

## Critica
"Un film diverso da tutti... il bambino è diretto benissimo, lo stile oscilla tra realtà e immaginazione, sentimenti e ironia in modo molto riuscito."
(Lietta Tornabuoni, La Stampa)
"Senza presunzione ma con sorprendente efficacia, questo particolarissimo film italiano offre dell'immaginario dei bambini un ritratto ravvicinato e obiettivo."
(Ronnie Scheib, Variety)
"La giuria [del Tribeca], che includeva tra i suoi membri Sheryl Crow e Damon Dash, ha scelto meglio con la sua menzione speciale: la black comedy italiana 'L'estate di mio fratello'. Il film, diretto da Pietro Reggiani, comincia come un giocoso viaggio all'interno dell'immaginazione di un figlio unico e si evolve in un'esplorazione sorprendentemente appassionante del senso di colpa cattolico, quando i desideri del bambino nei confronti del fratellino che sta per nascere si realizzano tragicamente."
(Sam Adams, Philadelphia City Paper)
"Mi sono piaciute molte cose del film italiano L'estate di mio fratello, che è stato proiettato qualche mese fa al Tribeca. [...] La luce e la composizione delle inquadrature sono semplici, immediate. Nel ruolo principale, il novenne Sergio, Davide Veronese esordisce in modo superbo. [...] La musica classica della colonna sonora - Mozart, Vivaldi, Medelssohn - si è rivelata ideale per una domenica pomeriggio di sole opprimente."
(NP Thompson, Greencine daily)
"L'estate di mio fratello, contrappuntato da un uso intelligente e funzionalissimo di brani classici, [...] è, per chi scrive, la migliore opera prima dell'anno, vergognosamente ancora senza distributore. [...] Il cinema di Reggiani poggia su fondamenta rigidamente e rigorosamente classiche con sequenze geometriche e ben scritte."
(Aldo Fittante, Film.tv)

## Riconoscimenti
- 2005 - Tribeca Film Festival
  - Special Mention of the Jury – Best Feature
- 2005 - Festival du Monde di Montreal
  - Special Mention Best First Time Feature
- 2005 - Bergamo Film Meeting 2005
  - Miglior film
- 2005 - Festival del cinema indipendente di Foggia
  - Miglior film
- 2005 - Chieti Film Festival
  - Miglior film
- 2005 - Cinema a mezzogiorno
  - Miglior film
- 2005 - Missing film festival
  - Miglior film
- 2005 - Sulmonacinema Film Festival
  - Miglior attore protagonista
- 2005 - Festival del cinema italiano di Gallio
  - igliore sceneggiatura
- 2005 - Zion International Film Festival
  - Audience Award
- 2005 - Festival internazionale del cinema delle culture mediterranee
  - Menzione speciale